# Gazzetta di Reggio
La Gazzetta di Reggio (la Gazzette de Reggio) est un quotidien italien, de Reggio d'Émilie, qui diffuse à plus de 10 000 exemplaires de moyenne (sept. 2005). Elle appartient au Gruppo Editoriale L'Espresso (qui publie aussi L'espresso).